# Molophilus philpotti
Molophilus philpotti là một loài ruồi trong họ Limoniidae. Chúng phân bố ở miền Australasia.